# Holden VC
De Holden VC was een autoserie die in 1980 werd geïntroduceerd door het Australische merk Holden. Het was de tweede serie met de Holden Commodore en dit was opnieuw het enige model van de serie.

## Geschiedenis
De VC-serie was in feite een facelift van de voorgaande VB. De belangrijkste vernieuwing was de introductie van de Blue Engine. Deze nieuwe motor was een herontwerp van de lang gebruikte Red Engine. Aan de oppervlakte veranderde niet zo veel. Het radiatorrooster werd gewijzigd en het embleem werd van midden-boven naar midden het rooster verplaatst. Aan de zijkant ervan en op het kofferdeksel kwam de modelnaam Commodore. Vier maanden na de lancering van de VC-serie werd ook een nieuwe 1,9 liter Starfire vier-in-lijnmotor beschikbaar. Die motor had een lager verbruik maar was eigenlijk te zwak voor de middelgrote familiewagen die de Commodore was.
De VC Commodore kon ook met tweekleurige Shadow Tone lak verkregen worden, het eerste model met die optie in 20 jaar. Nieuw was de introductie van de optionele cruise control. Vlak na de introductie van de VC-serie werd de Holden HZ-serie stopgezet en opgevolgd door de WB-serie. Die serie omvatte de bedrijfs- en luxewagens van Holden die een groter platform nodig hadden. In de VC-serie bleef de Commodore de best verkochte auto van Australië.

## Modellen
- Mrt 1980: Holden Commodore L Sedan
- Mrt 1980: Holden Commodore SL Sedan
- Mrt 1980: Holden Commodore SL/E Sedan
- Mrt 1980: Holden Commodore L Station Wagon
- Mrt 1980: Holden Commodore SL Station Wagon